# جبريل نواك
جبريل نواك (بالبولندية: Gabriel Nowak)‏ (26 يوليو 1986 بريبنيك في بولندا - ) هو لاعب كرة قدم بولندي في مركز الوسط. لعب مع غورنيك زابجه وGKS Tychy ‏ وGKS Katowice ‏ وRozwój Katowice ‏.

## وصلات خارجية
- جبريل نواك على موقع قاعدة بيانات كرة القدم.إي يو (الإنجليزية)